# 甘肃省林区中级法院
甘肃省林区中级法院，是甘肃省林区的中级人民法院。

## 沿革
1980年12月，全国重点林区建立林业公检法机构。
1981年4月，成立白龙江森林中级人民法院。1984年2月1日，经最高人民法院（84）法司字第11号文件批准，更名甘肃省武都地区中级人民法院分院。1985年9月5日正式办公。同年11月20日，根据最高人民法院法司复字（1985）56号文批复，更名甘肃省陇南地区中级人民法院分院。2005年3月10日，经最高人民法院法（2005）26号批复，更名甘肃省陇南市中级人民法院分院。
该法院原先隶属白龙江林业管理局，属企业性质。2010年10月整建制转为行政单位，划归甘肃省高级人民法院垂直管理，法院干警由企业职工整体转为公务员，经费由甘肃省财政保障。白龙江林区两级五个法院（该法院及卓尼林区基层法院、文县林区基层法院、迭部林区基层法院、舟曲林区基层法院），共核定人员编制118名。2011年，天水市检察院副检察长（正县级）张天林被任命为甘肃省陇南市中级人民法院分院院长。
2012年9月12日经最高人民法院法字（2012）222号批复，更名甘肃省林区中级法院。2013年5月29日，甘肃省十二届人大常委会第三次会议通过决定，任命张天林为甘肃省林区中级法院院长，其陇南市中级人民法院分院原任院长职务随更名自行免除。

## 历任领导
甘肃省陇南市中级人民法院分院
| 院长 …… - 张天林（2011年—2013年） | 党组书记 …… - 张天林（2011年—2013年） |

甘肃省林区中级法院
| 院长 - 张天林（2013年5月29日—） | 党组书记 - 张天林（2013年—） |

## 对应基层法院
- 洮河林区法院
- 小陇山林区法院
- 祁连山林区法院
- 白龙江林区法院[7]
- 子午岭林区法院